# Lista de conselheiros do Conselho Nacional de Justiça
Esta é uma lista de conselheiros e ex-conselheiros do Conselho Nacional de Justiça (CNJ). 
     Membro atual 
| Vaga                  | Ordem | Nome                                             | Naturalidade        | Profissão                         | Origem | Indicação | Início     | Término    | Nomeação                  |
| --------------------- | ----- | ------------------------------------------------ | ------------------- | --------------------------------- | ------ | --------- | ---------- | ---------- | ------------------------- |
| Ministro do STF       | 1     | Nelson Jobim                                     | Rio Grande do Sul   | Magistrado                        | STF    | STF       | 14/06/2005 | 31/03/2006 | Não se aplica             |
| Ministra do STF       | 2     | Ellen Gracie Northfleet                          | Rio de Janeiro      | Magistrada                        | STF    | STF       | 27/04/2006 | 23/04/2008 | Não se aplica             |
| Ministro do STF       | 3     | Gilmar Mendes                                    | Mato Grosso         | Magistrado                        | STF    | STF       | 23/04/2008 | 23/04/2010 | Não se aplica             |
| Ministro do STF       | 4     | Cezar Peluso                                     | São Paulo           | Magistrado                        | STF    | STF       | 23/04/2010 | 19/04/2012 | Não se aplica             |
| Ministro do STF       | 5     | Ayres Britto                                     | Sergipe             | Magistrado                        | STF    | STF       | 19/04/2012 | 18/11/2012 | Não se aplica             |
| Ministro do STF       | 6     | Joaquim Barbosa                                  | Minas Gerais        | Magistrado                        | STF    | STF       | 22/11/2012 | 31/07/2014 | Não se aplica             |
| Ministro do STF       | 7     | Ricardo Lewandowski                              | São Paulo           | Magistrado                        | STF    | STF       | 10/09/2014 | 10/09/2016 | Não se aplica             |
| Ministra do STF       | 8     | Cármen Lúcia                                     | Minas Gerais        | Magistrada                        | STF    | STF       | 12/09/2016 | 13/09/2018 | Não se aplica             |
| Ministro do STF       | 9     | Dias Toffoli                                     | São Paulo           | Magistrado                        | STF    | STF       | 10/09/2018 | 10/09/2020 | Não se aplica             |
| Ministro do STF       | 10    | Luiz Fux                                         | Rio de Janeiro      | Magistrado                        | STF    | STF       | 13/09/2020 | 12/09/2022 | Não se aplica             |
| Ministra do STF       | 11    | Rosa Weber                                       | Rio Grande do Sul   | Magistrada                        | STF    | STF       | 12/09/2022 | 01/10/2023 | Não se aplica             |
| Ministro do STF       | 12    | Luís Roberto Barroso                             | Rio de Janeiro      | Magistrado                        | STF    | STF       | 28/09/2023 | Incumbente | Não se aplica             |
| Ministro do STJ       | 1     | Antônio de Pádua Ribeiro                         | Minas Gerais        | Magistrado                        | STJ    | STJ       | 14/06/2005 | 14/06/2007 | Luiz Inácio Lula da Silva |
| Ministro do STJ       | 2     | Francisco César Asfor Rocha                      | Ceará               | Magistrado                        | STJ    | STJ       | 15/06/2006 | 07/09/2008 | Luiz Inácio Lula da Silva |
| Ministro do STJ       | 3     | Gilson Langaro Dipp                              | Rio Grande do Sul   | Magistrado                        | STJ    | STJ       | 08/09/2008 | 07/09/2010 | Luiz Inácio Lula da Silva |
| Ministra do STJ       | 4     | Eliana Calmon                                    | Bahia               | Magistrada                        | STJ    | STJ       | 08/09/2010 | 05/09/2012 | Luiz Inácio Lula da Silva |
| Ministro do STJ       | 5     | Francisco Falcão                                 | Pernambuco          | Magistrado                        | STJ    | STJ       | 06/09/2012 | 25/08/2014 | Dilma Rousseff            |
| Ministra do STJ       | 6     | Nancy Andrighi                                   | Rio Grande do Sul   | Magistrada                        | STJ    | STJ       | 26/08/2014 | 23/08/2016 | Dilma Rousseff            |
| Ministro do STJ       | 7     | João Otávio de Noronha                           | Minas Gerais        | Magistrado                        | STJ    | STJ       | 24/08/2016 | 27/08/2018 | Dilma Rousseff            |
| Ministro do STJ       | 8     | Humberto Martins                                 | Alagoas             | Magistrado                        | STJ    | STJ       | 28/08/2018 | 22/08/2020 | Cármen Lúcia              |
| Ministra do STJ       | 9     | Maria Thereza de Assis Moura                     | São Paulo           | Magistrada                        | STJ    | STJ       | 08/10/2020 | 24/08/2022 | Jair Bolsonaro            |
| Ministro do STJ       | 10    | Luis Felipe Salomão                              | Bahia               | Magistrado                        | STJ    | STJ       | 29/08/2022 | 28/08/2024 | Jair Bolsonaro            |
| Ministro do STJ       | 11    | Mauro Campbell Marques                           | Amazonas            | Magistrado                        | STJ    | STJ       | 03/09/2024 | Incumbente | Luiz Inácio Lula da Silva |
| Ministro do TST       | 1     | Vantuil Abdala                                   | Minas Gerais        | Magistrado                        | TST    | TST       | 14/06/2005 | 14/06/2007 | Luiz Inácio Lula da Silva |
| Ministro do TST       | 2     | João Oreste Dalazen                              | Rio Grande do Sul   | Magistrado                        | TST    | TST       | 22/10/2007 | 11/06/2009 | Luiz Inácio Lula da Silva |
| Ministro do TST       | 3     | Ives Gandra Martins Filho                        | São Paulo           | Magistrado                        | TST    | TST       | 27/07/2009 | 27/07/2011 | Luiz Inácio Lula da Silva |
| Ministro do TST       | 4     | Carlos Alberto Reis de Paula                     | Minas Gerais        | Magistrado                        | TST    | TST       | 15/08/2011 | 05/03/2013 | Dilma Rousseff            |
| Ministra do TST       | 5     | Maria Cristina Peduzzi                           | Uruguai             | Magistrada                        | TST    | TST       | 29/04/2013 | 29/04/2015 | Dilma Rousseff            |
| Ministro do TST       | 6     | Lélio Bentes Corrêa                              | Rio de Janeiro      | Magistrado                        | TST    | TST       | 16/06/2015 | 16/06/2017 | Dilma Rousseff            |
| Ministro do TST       | 7     | Aloysio Corrêa da Veiga                          | Rio de Janeiro      | Magistrado                        | TST    | TST       | 12/09/2017 | 12/09/2019 | Michel Temer              |
| Ministro do TST       | 8     | Emmanoel Pereira                                 | Rio Grande do Norte | Magistrado                        | TST    | TST       | 16/09/2019 | 15/09/2021 | Jair Bolsonaro            |
| Ministro do TST       | 9     | Luiz Philippe Vieira de Mello Filho              | Minas Gerais        | Magistrado                        | TST    | TST       | 14/12/2021 | 14/12/2023 | Jair Bolsonaro            |
| Ministro do TST       | 10    | Guilherme Augusto Caputo Bastos                  | Minas Gerais        | Magistrado                        | TST    | TST       | 01/02/2024 | Incumbente | Luiz Inácio Lula da Silva |
| Desembargador de TJ   | 1     | Marcus Faver                                     | Rio de Janeiro      | Magistrado                        | TJ-RJ  | STF       | 14/06/2005 | 14/06/2007 | Luiz Inácio Lula da Silva |
| Desembargador de TJ   | 2     | Rui Stoco                                        | São Paulo           | Magistrado                        | TJ-SP  | STF       | 15/06/2007 | 15/06/2009 | Luiz Inácio Lula da Silva |
| Desembargador de TJ   | 3     | Milton Nobre                                     | Pará                | Magistrado                        | TJ-PA  | STF       | 21/07/2009 | 21/07/2011 | Luiz Inácio Lula da Silva |
| Desembargador de TJ   | 4     | José Roberto Neves Amorim                        | São Paulo           | Magistrado                        | TJ-SP  | STF       | 15/08/2011 | 15/08/2013 | Dilma Rousseff            |
| Desembargadora de TJ  | 5     | Ana Maria Duarte Amarante Brito                  | Minas Gerais        | Magistrada                        | TJDFT  | STF       | 27/08/2013 | 27/08/2015 | Dilma Rousseff            |
| Desembargador de TJ   | 6     | Carlos Augusto de Barros Levenhagen              | Minas Gerais        | Magistrado                        | TJ-MG  | STF       | 06/10/2015 | 06/10/2017 | Dilma Rousseff            |
| Desembargadora de TJ  | 7     | Maria Iracema Martins do Vale                    | Ceará               | Magistrada                        | TJ-CE  | STF       | 10/10/2017 | 10/10/2019 | Michel Temer              |
| Desembargador de TJ   | 8     | Luiz Fernando Tomasi Keppen                      | Paraná              | Magistrado                        | TJ-PR  | STF       | 05/11/2019 | 04/11/2021 | Jair Bolsonaro            |
| Desembargador de TJ   | 9     | Mauro Pereira Martins                            | Rio de Janeiro      | Magistrado                        | TJ-RJ  | STF       | 14/12/2021 | 14/12/2023 | Jair Bolsonaro            |
| Desembargador de TJ   | 10    | José Edivaldo Rocha Rotondano                    | Bahia               | Magistrado                        | TJ-BA  | STF       | 01/02/2024 | Incumbente | Luiz Inácio Lula da Silva |
| Juiz estadual         | 1     | Cláudio Godoy                                    | São Paulo           | Magistrado                        | TJ-SP  | STF       | 14/06/2005 | 14/06/2007 | Luiz Inácio Lula da Silva |
| Juíza estadual        | 2     | Andréa Pachá                                     | Rio de Janeiro      | Magistrada                        | TJ-RJ  | STF       | 15/06/2007 | 15/06/2009 | Luiz Inácio Lula da Silva |
| Juiz estadual         | 3     | Paulo de Tarso Tamburini Souza                   | Minas Gerais        | Magistrado                        | TJ-MG  | STF       | 21/07/2009 | 21/07/2011 | Luiz Inácio Lula da Silva |
| Juiz estadual         | 4     | José Guilherme Vasi Werner                       | Rio de Janeiro      | Magistrado                        | TJ-RJ  | STF       | 09/08/2011 | 09/08/2013 | Dilma Rousseff            |
| Juíza estadual        | 5     | Deborah Ciocci                                   | São Paulo           | Magistrada                        | TJ-SP  | STF       | 27/08/2013 | 27/08/2015 | Dilma Rousseff            |
| Juiz estadual         | 6     | Bruno Ronchetti de Castro                        | São Paulo           | Magistrado                        | TJ-SP  | STF       | 06/10/2015 | 06/10/2017 | Dilma Rousseff            |
| Juiz estadual         | 7     | Márcio Schiefler Fontes                          | Santa Catarina      | Magistrado                        | TJ-SC  | STF       | 10/10/2017 | 10/10/2019 | Michel Temer              |
| Juiz estadual         | 8     | Mário Augusto de Lacerda Guerreiro               | Rio de Janeiro      | Magistrado                        | TJ-RS  | STF       | 05/11/2019 | 04/11/2021 | Jair Bolsonaro            |
| Juiz estadual         | 9     | Richard Paulro Pae Kim                           | São Paulo           | Magistrado                        | TJ-SP  | STF       | 14/12/2021 | 14/12/2023 | Jair Bolsonaro            |
| Juíza estadual        | 10    | Renata Gil Alcântara Videira                     | Rio de Janeiro      | Magistrada                        | TJ-RJ  | STF       | 01/02/2024 | Incumbente | Luiz Inácio Lula da Silva |
| Juiz de TRF           | 1     | Jirair Meguerian                                 | Egito               | Magistrado                        | TRF-1  | STJ       | 14/06/2005 | 14/06/2007 | Luiz Inácio Lula da Silva |
| Juiz de TRF           | 2     | Mairan Maia                                      | Ceará               | Magistrado                        | TRF-3  | STJ       | 15/06/2007 | 15/06/2009 | Luiz Inácio Lula da Silva |
| Juiz de TRF           | 3     | Leomar Amorim                                    | Maranhão            | Magistrado                        | TRF-1  | STJ       | 21/07/2009 | 21/07/2011 | Luiz Inácio Lula da Silva |
| Juiz de TRF           | 4     | Fernando da Costa Tourinho Neto                  | Bahia               | Magistrado                        | TRF-1  | STJ       | 09/08/2011 | 01/04/2013 | Dilma Rousseff            |
| Juiz de TRF           | 5     | Guilherme Calmon Nogueira da Gama                | Rio de Janeiro      | Magistrado                        | TRF-2  | STJ       | 29/04/2013 | 29/04/2015 | Dilma Rousseff            |
| Juíza de TRF          | 6     | Daldice Maria Santana de Almeida                 | Bahia               | Magistrada                        | TRF-3  | STJ       | 24/08/2015 | 24/08/2017 | Dilma Rousseff            |
| Juíza de TRF          | 6     | Daldice Maria Santana de Almeida                 | Bahia               | Magistrada                        | TRF-3  | STJ       | 24/08/2017 | 24/08/2019 | Michel Temer              |
| Juiz de TRF           | 7     | Rubens de Mendonça Canuto Neto                   | Alagoas             | Magistrado                        | TRF-5  | STJ       | 10/09/2019 | 10/09/2021 | Jair Bolsonaro            |
| Juíza de TRF          | 8     | Salise Monteiro Sanchotene                       | Rio Grande do Sul   | Magistrada                        | TRF-4  | STJ       | 28/12/2021 | 28/12/2023 | Jair Bolsonaro            |
| Juíza de TRF          | 9     | Mônica Autran Machado Nobre                      | São Paulo           | Magistrada                        | TRF-3  | STJ       | 01/02/2024 | Incumbente | Luiz Inácio Lula da Silva |
| Juíza federal         | 1     | Germana Moraes                                   | Ceará               | Magistrada                        | TRF-5  | STJ       | 14/06/2005 | 14/06/2007 | Luiz Inácio Lula da Silva |
| Juiz federal          | 2     | Jorge Maurique                                   | Rio Grande do Sul   | Magistrado                        | TRF-4  | STJ       | 15/06/2007 | 15/06/2009 | Luiz Inácio Lula da Silva |
| Juiz federal          | 3     | Walter Nunes da Silva Junior                     | Rio Grande do Norte | Magistrado                        | TRF-5  | STJ       | 29/07/2009 | 29/07/2011 | Luiz Inácio Lula da Silva |
| Juiz federal          | 4     | Silvio Luís Ferreira da Rocha                    | São Paulo           | Magistrado                        | TRF-3  | STJ       | 09/08/2011 | 09/08/2013 | Dilma Rousseff            |
| Juiz federal          | 5     | Saulo Casali Bahia                               | Bahia               | Magistrado                        | TRF-1  | STJ       | 27/08/2013 | 27/08/2015 | Dilma Rousseff            |
| Juiz federal          | 6     | Fernando César Baptista de Mattos                | São Paulo           | Magistrado                        | TRF-2  | STJ       | 01/09/2015 | 24/08/2017 | Dilma Rousseff            |
| Juiz federal          | 6     | Fernando César Baptista de Mattos                | São Paulo           | Magistrado                        | TRF-2  | STJ       | 24/08/2017 | 24/08/2019 | Michel Temer              |
| Juíza federal         | 7     | Candice Lavocat Galvão Jobim                     | Acre                | Magistrada                        | TRF-1  | STJ       | 10/09/2019 | 09/09/2021 | Jair Bolsonaro            |
| Juiz federal          | 8     | Márcio Luiz Coelho de Freitas                    | Amazonas            | Magistrado                        | TRF-1  | STJ       | 28/12/2021 | 28/12/2023 | Jair Bolsonaro            |
| Juíza federal         | 9     | Daniela Pereira Madeira                          | Rio de Janeiro      | Magistrada                        | TRF-2  | STJ       | 28/12/2021 | 01/02/2024 | Luiz Inácio Lula da Silva |
| Juiz de TRT           | 1     | Douglas Rodrigues                                | Goiás               | Magistrado                        | TRT-10 | TST       | 14/06/2005 | 14/06/2007 | Luiz Inácio Lula da Silva |
| Juiz de TRT           | 2     | Altino Pedrozo                                   | São Paulo           | Magistrado                        | TRT-9  | TST       | 15/06/2007 | 15/06/2009 | Luiz Inácio Lula da Silva |
| Juiz de TRT           | 3     | Nelson Tomaz Braga                               | Rio de Janeiro      | Magistrado                        | TRT-1  | TST       | 21/07/2009 | 21/07/2011 | Luiz Inácio Lula da Silva |
| Juiz de TRT           | 4     | Ney José de Freitas                              | Paraná              | Magistrado                        | TRT-9  | TST       | 09/08/2011 | 09/08/2013 | Dilma Rousseff            |
| Juiz de TRT           | 5     | Flávio Portinho Sirângelo                        | Rio Grande do Sul   | Magistrado                        | TRT-4  | TST       | 27/08/2013 | 27/08/2015 | Dilma Rousseff            |
| Juiz de TRT           | 6     | Gustavo Tadeu Alkmim                             | Minas Gerais        | Magistrado                        | TRT-1  | TST       | 01/09/2015 | 01/09/2017 | Dilma Rousseff            |
| Juiz de TRT           | 7     | Valtércio Ronaldo de Oliveira                    | Sergipe             | Magistrado                        | TRT-5  | TST       | 12/12/2017 | 12/12/2019 | Michel Temer              |
| Juíza de TRT          | 8     | Tânia Regina Silva Reckziegel                    | Rio de Janeiro      | Magistrada                        | TRT-4  | TST       | 17/02/2020 | 16/02/2022 | Jair Bolsonaro            |
| Juíza de TRT          | 9     | Jane Granzoto Torres da Silva                    | São Paulo           | Magistrada                        | TRT-2  | TST       | 22/02/2022 | 22/02/2024 | Jair Bolsonaro            |
| Juiz de TRT           | 10    | Alexandre Teixeira de Freitas Bastos Cunha       | Rio de Janeiro      | Magistrado                        | TRT-1  | TST       | 22/02/2022 | 05/03/2024 | Luiz Inácio Lula da Silva |
| Juiz do trabalho      | 1     | Paulo Schmidt                                    | Rio Grande do Sul   | Magistrado                        | TRT-4  | TST       | 14/06/2005 | 14/06/2007 | Luiz Inácio Lula da Silva |
| Juiz do trabalho      | 2     | Antonio Umberto de Souza Júnior                  | Goiás               | Magistrado                        | TRT-10 | TST       | 15/06/2007 | 15/06/2009 | Luiz Inácio Lula da Silva |
| Juíza do trabalho     | 3     | Morgana Richa                                    | Paraná              | Magistrada                        | TRT-9  | TST       | 21/07/2009 | 21/07/2011 | Luiz Inácio Lula da Silva |
| Juiz do trabalho      | 4     | José Lúcio Munhoz                                | São Paulo           | Magistrado                        | TRT-12 | TST       | 15/08/2011 | 15/08/2013 | Dilma Rousseff            |
| Juiz do trabalho      | 5     | Rubens Curado Silveira                           | Goiás               | Magistrado                        | TRT-10 | TST       | 27/08/2013 | 27/08/2015 | Dilma Rousseff            |
| Juiz do trabalho      | 6     | Carlos Eduardo Oliveira Dias                     | São Paulo           | Magistrado                        | TRT-15 | TST       | 01/09/2015 | 01/09/2017 | Dilma Rousseff            |
| Juiz do trabalho      | 7     | Francisco Luciano de Azevedo Frota               | Ceará               | Magistrado                        | TRT-10 | TST       | 06/02/2018 | 06/02/2020 | Michel Temer              |
| Juíza do trabalho     | 8     | Flávia Moreira Guimarães Pessoa                  | Sergipe             | Magistrada                        | TRT-20 | TST       | 17/02/2020 | 16/02/2022 | Jair Bolsonaro            |
| Juiz do trabalho      | 9     | Giovanni Olsson                                  | Rio Grande do Sul   | Magistrado                        | TRT-12 | TST       | 10/05/2022 | 09/05/2024 | Jair Bolsonaro            |
| Juiz do trabalho      | 10    | Guilherme Guimarães Feliciano                    | São Paulo           | Magistrado                        | TRT-15 | TST       | 21/05/2024 | Incumbente | Luiz Inácio Lula da Silva |
| Membro do MP da União | 1     | Eduardo Lorenzoni                                | Rio Grande do Sul   | Procurador Regional da República  | PRR-4  | PGR       | 14/06/2005 | 14/06/2007 | Luiz Inácio Lula da Silva |
| Membro do MP da União | 2     | José Adônis Callou de Araújo Sá                  | Ceará               | Procurador Regional da República  | PRR-1  | PGR       | 15/06/2007 | 15/06/2009 | Luiz Inácio Lula da Silva |
| Membro do MP da União | 2     | José Adônis Callou de Araújo Sá                  | Ceará               | Procurador Regional da República  | PRR-1  | PGR       | 27/07/2009 | 27/07/2011 | Luiz Inácio Lula da Silva |
| Membro do MP da União | 3     | Wellington Cabral Saraiva                        | Pernambuco          | Procurador Regional da República  | PRR-5  | PGR       | 15/08/2011 | 15/08/2013 | Dilma Rousseff            |
| Membro do MP da União | 4     | Luiza Cristina Fonseca Frischeisen               | Rio de Janeiro      | Procuradora Regional da República | PRR-3  | PGR       | 04/11/2013 | 04/11/2015 | Dilma Rousseff            |
| Membro do MP da União | 5     | Rogério Nascimento                               | Rio de Janeiro      | Procurador Regional da República  | PRR-2  | PGR       | 15/03/2016 | 15/03/2018 | Dilma Rousseff            |
| Membro do MP da União | 6     | Maria Cristiana Simões Amorim Ziouva             | São Paulo           | Procuradora Regional da República | PRR-3  | PGR       | 20/11/2018 | 19/11/2020 | Michel Temer              |
| Membro do MP da União | 7     | Sidney Pessoa Madruga da Silva                   | Rio de Janeiro      | Procurador Regional da República  | PRR-2  | PGR       | 03/08/2021 | 02/08/2021 | Jair Bolsonaro            |
| Membro do MP da União | 8     | Pablo Barreto Coutinho                           | Bahia               | Procurador Regional da República  | PRR-1  | PGR       | 31/10/2023 | Incumbente | Luiz Inácio Lula da Silva |
| Membro do MP estadual | 1     | Ruth Carvalho                                    | Minas Gerais        | Promotora de Justiça              | MP-MG  | PGR       | 14/06/2005 | 14/06/2007 | Luiz Inácio Lula da Silva |
| Membro do MP estadual | 2     | Felipe Locke Cavalcanti                          | São Paulo           | Promotor de Justiça               | MP-SP  | PGR       | 15/06/2007 | 15/06/2009 | Luiz Inácio Lula da Silva |
| Membro do MP estadual | 2     | Felipe Locke Cavalcanti                          | São Paulo           | Promotor de Justiça               | MP-SP  | PGR       | 21/07/2009 | 21/07/2011 | Luiz Inácio Lula da Silva |
| Membro do MP estadual | 3     | Gilberto Valente Martins                         | Pará                | Promotor de Justiça               | MP-PA  | PGR       | 09/08/2011 | 09/08/2013 | Dilma Rousseff            |
| Membro do MP estadual | 3     | Gilberto Valente Martins                         | Pará                | Promotor de Justiça               | MP-PA  | PGR       | 27/08/2013 | 27/08/2015 |                           |
| Membro do MP estadual | 4     | Arnaldo Hossepian Salles Lima Júnior             | São Paulo           | Promotor de Justiça               | MP-SP  | PGR       | 01/09/2015 | 01/09/2017 | Dilma Rousseff            |
| Membro do MP estadual | 4     | Arnaldo Hossepian Salles Lima Júnior             | São Paulo           | Promotor de Justiça               | MP-SP  | PGR       | 10/10/2017 | 10/10/2019 | Dilma Rousseff            |
| Membro do MP estadual | 5     | Ivana Farina Navarrete Pena                      | Goiás               | Promotora de Justiça              | MP-GO  | PGR       | 22/10/2019 | 21/10/2021 | Jair Bolsonaro            |
| Membro do MP estadual | 6     | João Paulo Santos Schoucair                      | Bahia               | Promotor de Justiça               | MP-BA  | PGR       | 21/06/2022 | Incumbente | Jair Bolsonaro            |
| Advogado (vaga 1)     | 1     | Oscar Argollo                                    | Rio de Janeiro      | Advogado                          | OAB-RJ | CFOAB     | 14/06/2005 | 14/06/2007 | Luiz Inácio Lula da Silva |
| Advogado (vaga 1)     | 2     | Técio Lins e Silva                               | Rio de Janeiro      | Advogado                          | OAB-RJ | CFOAB     | 15/06/2007 | 15/06/2009 | Luiz Inácio Lula da Silva |
| Advogado (vaga 1)     | 3     | Jefferson Kravchychyn                            | Santa Catarina      | Advogado                          | OAB-SC | CFOAB     | 21/07/2009 | 20/07/2011 | Luiz Inácio Lula da Silva |
| Advogado (vaga 1)     | 3     | Jefferson Kravchychyn                            | Santa Catarina      | Advogado                          | OAB-SC | CFOAB     | 21/07/2011 | 20/07/2013 | Dilma Rousseff            |
| Advogado (vaga 1)     | 4     | Paulo Eduardo Pinheiro Teixeira                  | Rio Grande do Norte | Advogado                          | OAB-RN | CFOAB     | 27/08/2013 | 27/08/2015 | Dilma Rousseff            |
| Advogado (vaga 1)     | 5     | José Norberto Lopes Campelo                      | Piauí               | Advogado                          | OAB-PI | CFOAB     | 22/09/2015 | 19/09/2017 | Dilma Rousseff            |
| Advogado (vaga 1)     | 6     | Valderário Andrade Monteiro                      | Ceará               | Advogado                          | OAB-CE | CFOAB     | 19/09/2017 | 19/09/2019 | Michel Temer              |
| Advogado (vaga 1)     | 7     | Marcos Vinícius Jardim Rodrigues                 | Acre                | Advogado                          | OAB-AC | CFOAB     | 22/10/2019 | 21/10/2021 | Jair Bolsonaro            |
| Advogado (vaga 1)     | 7     | Marcos Vinícius Jardim Rodrigues                 | Acre                | Advogado                          | OAB-AC | CFOAB     | 10/05/2022 | 09/05/2024 | Jair Bolsonaro            |
| Advogado (vaga 1)     | 8     | Ulisses Rabaneda dos Santos                      | Acre                | Advogado                          | OAB-MT | CFOAB     | 11/02/2025 | Incumbente | Luiz Inácio Lula da Silva |
| Advogado (vaga 2)     | 1     | Paulo Lôbo                                       | Alagoas             | Advogado                          | OAB-AL | CFOAB     | 14/06/2005 | 13/06/2007 | Luiz Inácio Lula da Silva |
| Advogado (vaga 2)     | 1     | Paulo Lôbo                                       | Alagoas             | Advogado                          | OAB-AL | CFOAB     | 14/06/2007 | 13/06/2009 | Luiz Inácio Lula da Silva |
| Advogado (vaga 2)     | 2     | Jorge Hélio Chaves de Oliveira                   | Ceará               | Advogado                          | OAB-CE | CFOAB     | 21/07/2009 | 20/07/2011 | Luiz Inácio Lula da Silva |
| Advogado (vaga 2)     | 2     | Jorge Hélio Chaves de Oliveira                   | Ceará               | Advogado                          | OAB-CE | CFOAB     | 21/07/2011 | 20/07/2013 | Dilma Rousseff            |
| Advogada (vaga 2)     | 3     | Gisela Gondin Ramos                              | Santa Catarina      | Advogada                          | OAB-SC | CFOAB     | 05/08/2013 | 05/08/2015 | Dilma Rousseff            |
| Advogado (vaga 2)     | 4     | Luiz Cláudio Silva Allemand                      | Espírito Santo      | Advogado                          | OAB-ES | CFOAB     | 18/08/2015 | 18/08/2017 | Dilma Rousseff            |
| Advogado (vaga 2)     | 5     | André Luis Guimarães Godinho                     | Bahia               | Advogado                          | OAB-BA | CFOAB     | 12/09/2017 | 11/09/2019 | Michel Temer              |
| Advogado (vaga 2)     | 5     | André Luis Guimarães Godinho                     | Bahia               | Advogado                          | OAB-BA | CFOAB     | 22/10/2019 | 21/10/2021 | Jair Bolsonaro            |
| Advogado (vaga 2)     | 6     | Marcello Terto e Silva                           | Piauí               | Advogado                          | OAB-GO | CFOAB     | 10/05/2022 | 09/05/2024 | Jair Bolsonaro            |
| Advogado (vaga 2)     | 6     | Marcello Terto e Silva                           | Piauí               | Advogado                          | OAB-GO | CFOAB     | 11/02/2025 | Incumbente | Luiz Inácio Lula da Silva |
| Cidadão (Câmara)      | 1     | Alexandre de Moraes                              | São Paulo           | Professor                         | -      | Câmara    | 14/06/2005 | 14/06/2007 | Luiz Inácio Lula da Silva |
| Cidadão (Câmara)      | 2     | Marcelo Nobre                                    | São Paulo           | Advogado                          | -      | Câmara    | 23/03/2008 | 23/03/2010 | Luiz Inácio Lula da Silva |
| Cidadão (Câmara)      | 2     | Marcelo Nobre                                    | São Paulo           | Advogado                          | -      | Câmara    | 04/05/2010 | 04/05/2012 | Luiz Inácio Lula da Silva |
| Cidadão (Câmara)      | 3     | Emmanoel Campelo de Souza Pereira                | Rio Grande do Norte | Advogado                          | -      | Câmara    | 19/06/2012 | 19/06/2014 | Dilma Rousseff            |
| Cidadão (Câmara)      | 3     | Emmanoel Campelo de Souza Pereira                | Rio Grande do Norte | Advogado                          | -      | Câmara    | 07/10/2014 | 07/10/2016 | Dilma Rousseff            |
| Cidadã (Câmara)       | 4     | Maria Tereza Uille Gomes                         | Paraná              | Procuradora de Justiça            | -      | Câmara    | 13/06/2017 | 12/06/2019 | Michel Temer              |
| Cidadã (Câmara)       | 4     | Maria Tereza Uille Gomes                         | Paraná              | Procuradora de Justiça            | -      | Câmara    | 25/06/2019 | 24/06/2021 | Michel Temer              |
| Cidadão (Câmara)      | 5     | Mário Henrique Aguiar Goulart Ribeiro Nunes Maia | Ceará               | Advogado                          | -      | Câmara    | 21/09/2021 | 20/09/2023 | Jair Bolsonaro            |
| Cidadão (Câmara)      | 6     | Daiane Nogueira de Lira                          | Ceará               | Advogada da União                 |        | Câmara    | 01/02/2024 | Incumbente | Luiz Inácio Lula da Silva |
| Cidadão (Senado)      | 1     | Joaquim Falcão                                   | Rio de Janeiro      | Advogado, professor e escritor    | -      | Senado    | 14/06/2005 | 14/06/2007 | Luiz Inácio Lula da Silva |
| Cidadão (Senado)      | 1     | Joaquim Falcão                                   | Rio de Janeiro      | Advogado, professor e escritor    | -      | Senado    | 26/06/2007 | 26/06/2009 | Luiz Inácio Lula da Silva |
| Cidadão (Senado)      | 2     | Marcelo Neves                                    | Pernambuco          | Professor                         | -      | Senado    | 08/07/2009 | 08/07/2011 | Luiz Inácio Lula da Silva |
| Cidadão (Senado)      | 3     | Bruno Dantas                                     | Bahia               | Consultor legislativo             | -      | Senado    | 09/08/2011 | 09/11/2013 | Dilma Rousseff            |
| Cidadão (Senado)      | 4     | Fabiano Silveira                                 | Minas Gerais        | Consultor legislativo             | -      | Senado    | 27/08/2013 | 27/08/2015 | Dilma Rousseff            |
| Cidadão (Senado)      | 4     | Fabiano Silveira                                 | Minas Gerais        | Consultor legislativo             | -      | Senado    | 28/08/2015 | 12/05/2016 | Dilma Rousseff            |
| Cidadão (Senado)      | 5     | Henrique Ávila                                   | Rio de Janeiro      | Advogado                          | -      | Senado    | 14/02/2017 | 13/02/2019 | Michel Temer              |
| Cidadão (Senado)      | 5     | Henrique Ávila                                   | Rio de Janeiro      | Advogado                          | -      | Senado    | 19/02/2019 | 18/02/2021 | Dias Toffoli              |
| Cidadão (Senado)      | 6     | Luiz Fernando Bandeira                           | Pernambuco          | Consultor legislativo e advogado  | -      | Senado    | 23/02/2021 | 22/02/2021 | Michel Temer              |
| Cidadão (Senado)      | 6     | Luiz Fernando Bandeira                           | Pernambuco          | Consultor legislativo e advogado  | -      | Senado    | 28/02/2023 | 27/02/2025 | Jair Bolsonaro            |
| Cidadão (Senado)      | 7     | Rodrigo Badaró                                   | Estados Unidos      | Advogado                          | -      | Senado    | 11/03/2025 | Incumbente | Luiz Inácio Lula da Silva |